# Verkehrsbetriebe Zürich
Die Verkehrsbetriebe Zürich (VBZ) sind das kommunale Verkehrsunternehmen der Schweizer Stadt Zürich und gehören zum Departement der Industriellen Betriebe (DIB), einer Untereinheit der Stadtverwaltung. Die VBZ, gegründet 1896 als Städtische Strassenbahn Zürich (StStZ), betreiben heute den Grossteil des öffentlichen Nahverkehrs in der Stadt sowie einige Linien in der Region und sind eines von acht marktverantwortlichen Unternehmen (MVU) im 1990 gegründeten Zürcher Verkehrsverbund (ZVV).

## Unternehmen
Die Verkehrsbetriebe Zürich (VBZ) sind als städtische Dienstabteilung ein rechtlich unselbständiges Unternehmen der politischen Gemeinde Zürich. Der formale Verwaltungssitz innerhalb der Stadtverwaltung befindet sich im Amtshaus V, dem «Haus der Industriellen Betriebe», in der Zürcher Altstadt; den operativen Hauptsitz bildet das Areal der Zentralwerkstätte im Stadtteil Altstetten, mit dem 1993 eröffneten Verwaltungs- und Betriebszentrum «Silberwürfel».
Vorsteher der VBZ ist der jeweils amtierende Stadtrat, der dem Departement der Industriellen Betriebe (DIB) vorsteht. Diese Funktion wird seit 2018 von Michael Baumer (FDP) wahrgenommen.
Die Geschäftsleitung besteht aus acht Mitgliedern, welche die Direktion, den Unternehmensstab, die Kommunikation sowie die sechs Unternehmensbereiche Finanzen & Services, Personal, Markt, Betrieb, Technik und Infrastruktur leiten. Der vormalige Direktor Marco Lüthi hat die VBZ per Ende August 2024 verlassen. Danach lag das interimistische Co-Direktoriat bei Thomas Hablützel und Christoph Rütimann.  Per 1. Juni 2025 hat Martin Sturzenegger die Rolle des Direktors eingenommen.
Mit einem Umsatz von rund 580 Millionen Schweizer Franken im Geschäftsjahr 2020 gehören die VBZ zu den grössten konzessionierten Transportunternehmen der Schweiz und sind das grösste städtische Verkehrsunternehmen in der Schweiz.
Vom Bundesamt für Verkehr (BAV) verfügen die VBZ über eine Eisenbahnkonzession (bzw. Infrastrukturkonzession) für das meterspurige Gleisnetz in Zürich, bis zu den Eigentumsgrenzen mit der FB (Rehalp, seit 1912), den VBG (Messe/Hallenstadion, seit 2006; Airgate/Leutschenbach, seit 2008) und der LTB (Farbhof, seit 2019). Die Personenbeförderungskonzession für den Trambetrieb umfasst 14 Tramlinien, für den Trolleybusbetrieb eine Gebietskonzession für die Stadt Zürich, und für den Autobusbetrieb eine Gebietskonzession für die Stadt Zürich, 32 regionale Buslinien sowie zwei städtische Buslinien und 13 Nachtbuslinien jeweils aufgrund von Haltestellen jenseits der Gemeindegrenze. Die Seilbahnkonzession umfasst seit 1978 die Seilbahn Rigiblick, welche dazumal von den VBZ übernommen und modernisiert wurde.
In einer Betriebsgemeinschaft stehen die VBZ mit der Forchbahn (FB), wobei letztere seit 2020 über einen eigenen Geschäftsführer verfügt. Ebenfalls verantwortlich sind die VBZ für die Betriebsführung der Dolderbahn, die 1973 als meterspurige Zahnradbahn die vormalige Standseilbahn abgelöst hat, der Polybahn, deren Standseilbahn-Konzession 1976 die Schweizerische Bankgesellschaft (SBG) übernommen hat, sowie der 1991 gegründeten städtischen Stiftung Behinderten-Transporte Zürich (BTZ).

## Geschichte

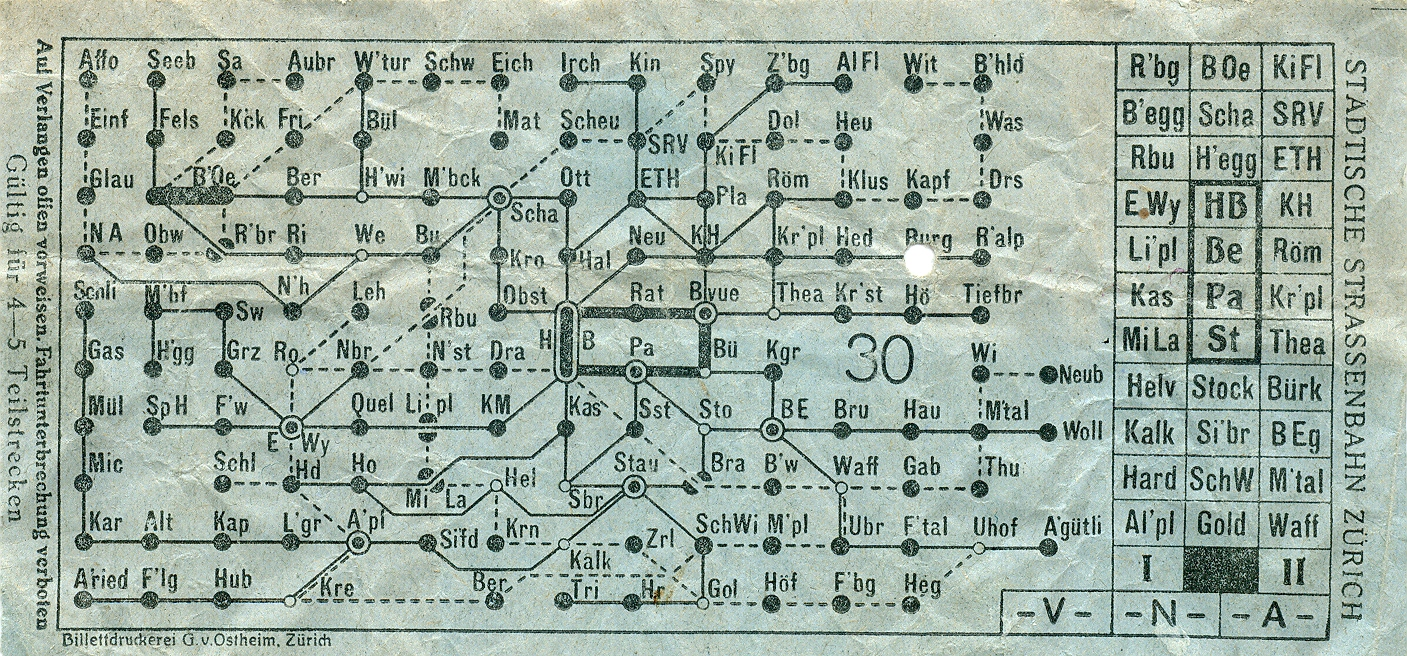
StStZ-Billett aus den 1940er Jahren mit schematischem Netzplan

Mitte 1896 gründete die Stadt Zürich den kommunalen Betrieb Städtische Strassenbahn Zürich (StStZ), nachdem sie die erst 1894 gegründete private Gesellschaft Elektrische Strassenbahn Zürich (ESZ) erworben hatte. Anfang 1897 wurde auch die ebenfalls private Zürcher Strassenbahn Gesellschaft (ZStG), die seit dem 5. September 1882 das normalspurige Rösslitram betrieb, von der Stadt übernommen und in die StStZ integriert.
- Strassenbahnnetz 1892
- Pferdestrassenbahnlinien (blau) und Konzessionsgesuche (rot)

In den folgenden Jahren übernahm die StStZ auch alle anderen parallel entstandenen privaten Tramunternehmen:
- 1903 die Industriequartier-Strassenbahn (IStB)
- 1906 die Zentrale Zürichbergbahn (ZZB)
- 1924 die Strassenbahn Zürich–Höngg (StZH)
- 1925 die Albisgütlibahn (AGB)
- 1931 die Limmattal-Strassenbahn (LSB) und die Strassenbahn Zürich–Oerlikon–Seebach (ZOeS)

1927 verkehrte die erste städtische Autobuslinie, der Busbetrieb gehörte anfangs zum rechtlich eigenständigen Unternehmen Kraftwagenbetrieb der Städtischen Strassenbahn Zürich. Dieser wurde 1935 in Autobusbetrieb der Städtischen Strassenbahn Zürich umbenannt. Ab 1939 wurden die ersten Trolleybusse eingesetzt, sie gehörten anfangs organisatorisch ebenfalls zum Autobusbetrieb. Im März 1949 wurden alle drei Betriebsteile zusammengelegt, es entstanden die Verkehrsbetriebe der Stadt Zürich. 1978 erfolgte die Umbenennung in die heute gültige Kurzform Verkehrsbetriebe Zürich sowie die Einführung der Marketingbezeichnung VBZ Züri-Linie.
2021 schrieb die VBZ als schweizweit zweitgrösste Anbieterin von Aussenwerbung die Vermarktung der Haltestellen per 1. Januar 2022 für drei Jahre neu aus. Dabei sollten 257 bislang analoge Werbeflächen durch digitale Screens ersetzt werden. Den Wettbewerb gewann die Firma Neo Advertising. 2025 wurde die Aussenwerbung neu ausgeschrieben, diesmal für sieben Jahre. Den Wettbewerb gewann APG SGA.

### Kritik
Am 20. Mai 2011 führte die Gewerkschaft VPOD eine Streikaktion gegen die VBZ. Dabei ging es um Pausenregelungen und Schichtzeiten. In der Zeitung 20 Minuten war in dessen Vorfeld am 10. Mai ein Inserat mit den Anstellungsbedingungen der VBZ als Eigenwerbung der VBZ erschienen. Die Arbeitsbedingungen waren jedoch nicht Bestandteil des Streits; es ging um die gestiegene Belastung und zu kurze Pausen. Aufgrund der Wohnungsknappheit in Zürich wohnen die Angestellten immer weiter entfernt, sodass die echten Ruhezeiten kaum mehr den Ruhezeiten eines Schichtplans entsprechen.

## Netz

### Autobus

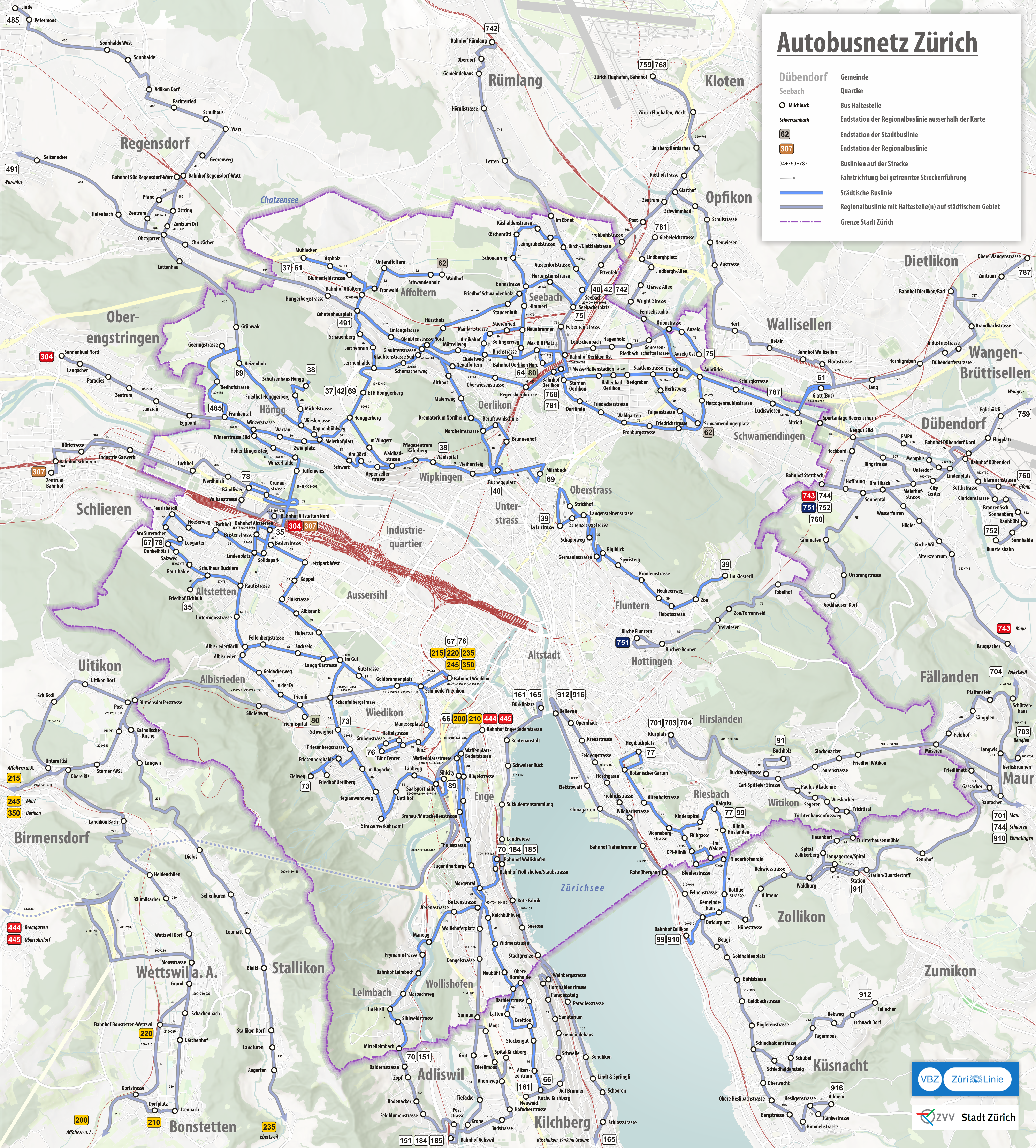
Autobusnetz Zürich ab 15. Dezember 2024

Im Unterschied zu Tramlinien wurden Buslinien (einschliesslich Trolleybus) ursprünglich mit Buchstaben bezeichnet. Da man beabsichtigte, Tramlinien auf Trolleybusbetrieb und Autobusbetrieb umzustellen, drohten nutzbare Buchstaben auszugehen – man war bei «S» angelangt, unter Auslassung von «E» (Sonderfahrt), «I» und «J» (Verwechslungsgefahr «1»), sowie «O» und «Q» (Verwechslungsgefahr «0»). Im Oktober 1954 wurde den Autobuslinien daher der Nummernbereich 61–99 zugewiesen; als in den 1970er-Jahren kantonale Regionalverkehrsbetriebe und neue Regionallinien unter Verwaltung der VBZ entstanden, wurde der grosszügig dimensionierte Nummernbereich für Trolleybuslinien auf 31–40 verkleinert und der Bereich 41–60 ebenfalls Autobuslinien zugewiesen. Als 1988 neue Quartierbuslinien aus der Taufe gehoben wurden, wurde die Trennung vollständig aufgehoben. Mit Betriebsaufnahme des Zürcher Verkehrsverbunds (ZVV) im Mai 1990 erhielten Regionallinien neu dreistellige Liniennummern, basierend auf der alten Nummer, denen die Ziffer der jeweiligen Region vorangestellt wurde.
Grundsätzlich unterscheiden die VBZ nicht zwischen den Betriebsarten der «Pneulinien»; Signaturen, Linienpläne, Haltestellenaushänge und Durchsagen sind einheitlich und lassen keine Rückschlüsse darauf zu, ob es sich um eine Trolleybuslinie oder eine Autobuslinie handelt. Intern besteht insbesondere eine technische Unterscheidung, aufgrund von Infrastruktur, Strassennetz, Gefässgrösse, Erschliessungsfunktion, Betriebszeiten und Taktintervall, wobei Übergänge fliessend sein können.
Stadtbusnetz
Das Stadtbusnetz besteht aus den vierzehn Linien 37, 61, 62, 66, 67, 69, 70, 75, 76, 77, 78, 80, 89 und 99. Die üblichen Gefässgrössen sind 18 Meter lange Gelenkbusse und zwölf Meter lange Solobusse, wobei insbesondere zu den Randzeiten auf kleinere Einheiten gewechselt wird. Der Charakter der einzelnen Linien unterscheidet sich teilweise stark, neben eigentlichen Hauptlinien (61, 62, 67, 70, 75, 80 und 89), die ganztägig im üblichen städtischen Taktintervall verkehren, orientieren sich andere Linien an Arbeits- und Ladenöffnungszeiten (66, 77) oder universitären Vorlesungszeiten (69, 80), wobei deutlich abweichende Taktintervalle verwendet werden. Die Linie 66 fährt nur montags bis samstags bis 20 Uhr bis zum Bahnhof Enge. Die Linie 76 verkehrt nur von Montag bis Samstag, da sie überwiegend ein Gebiet mit hoher Arbeitsplatzdichte erschliesst.
| Linie | Strecke                                                               | Haltestellen | Fahrzeit in Minuten | min. Taktfolge    | Fahrzeugeinsatz |
| ----- | --------------------------------------------------------------------- | ------------ | ------------------- | ----------------- | --------------- |
| 37    | Mühlacker – ETH Hönggerberg                                           | 9            | 11 / 10             | 30 Minuten        | Solobusse       |
| 61    | Mühlacker – Wallisellen, Glatt                                        | 22           | 27 / 26             | 10–15 Minuten     | Gelenkbusse     |
| 62    | Schwamendingerplatz – Waidhof                                         | 21           | 26 / 24             | 10–15 Minuten     | Gelenkbusse     |
| 66    | (Bahnhof Enge/Bederstrasse –) Morgental – Neubühl – Kilchberg, Kirche | 16           | 10 (18) / 11 (20)   | 15 Minuten        | Solobusse       |
| 67    | Bahnhof Wiedikon – Dunkelhölzli                                       | 15           | 16                  | 5–7,5 Minuten     | Solobusse       |
| 69    | ETH Hönggerberg – Milchbuck                                           | 9            | 12 / 11             | 7,5 (3⁄4) Minuten | Gelenkbusse     |
| 70    | Bahnhof Wollishofen – Mittelleimbach                                  | 13 / 12      | 14 / 13             | 10 Minuten        | Gelenkbusse     |
| 75    | Schwamendingerplatz – Seebacherplatz (– Auzelg Ost)                   | 21 (26)      | 26 (33)             | 7,5 (15) Minuten  | Gelenkbusse     |
| 76    | Bahnhof Wiedikon – Binz Center                                        | 7            | 7                   | 7,5 Minuten       | Solobusse       |
| 77    | Balgrist – Hegibachplatz                                              | 10 / 11      | 11                  | 15 Minuten        | Solobusse       |
| 78    | Bändliweg – Dunkelhölzli                                              | 10           | 13                  | 7,5–15 Minuten    | Solobusse       |
| 80    | Bahnhof Oerlikon Nord – Triemlispital                                 | 29 / 28      | 36                  | 6–7 Minuten       | Gelenkbusse     |
| 89    | Heizenholz – Bahnhof Altstetten – Sihlcity                            | 27           | 34 / 37             | 7,5 Minuten       | Gelenkbusse     |
| 99    | Balgrist – Zollikon, Bahnhof                                          | 11           | 9                   | 20 Minuten        | Solobusse       |

Quartierbusnetz
Das Quartierbusnetz ist ein eigentliches Ergänzungsnetz, das die Feinstverteilung übernimmt und sieben Linien (35, 38, 39, 40, 42, 64 und 73) umfasst. Übliche Gefässgrössen sind zehn Meter lange Midibusse, oftmals bedingt durch enge Quartierstrassen in Tempo-30-Zonen sowie knappe Wendeplätze an den Endpunkten. Charakteristisch ist die Erschliessung von Friedhöfen, Alterswohnsiedlungen und Pflegeheimen sowie ferner auch isolierten Wohnquartieren, insbesondere an Hanglagen ohne Hauptverkehrsachse. Die Betriebszeiten dieser Buslinien sind in der Regel eingeschränkt, Frühdienste am Wochenende sind unüblich, und die üblichen Taktintervalle betragen 30, 20 oder 15 Minuten.
| Linie | Strecke                                                         | Haltestellen | Fahrzeit in Minuten | min. Taktfolge       | Fahrzeugeinsatz |
| ----- | --------------------------------------------------------------- | ------------ | ------------------- | -------------------- | --------------- |
| 35    | Bahnhof Altstetten – Dunkelhölzli – Friedhof Eichbühl           | 13 / 14      | 14 / 15             | 15 Minuten           | Midibusse       |
| 38    | Schützenhaus Höngg – Waidspital                                 | 12           | 11                  | 30 Minuten           | Midibusse       |
| 39    | Im Klösterli – Zoo – Letzistrasse                               | 12 / 13      | 13 / 16             | 30 Minuten           | Midibusse       |
| 40    | Bucheggplatz – Seebach                                          | 14 / 16      | 16 / 17             | 7,5–15 Minuten       | Midibusse       |
| 42    | ETH Hönggerberg – Seebach                                       | 12 / 11      | 14                  | 15 Minuten (nur HVZ) | Midibusse       |
| 64    | Bahnhof Oerlikon Nord – Maillartstrasse - Bahnhof Oerlikon Nord | 11           | 9                   | 15 Minuten           | Midibusse       |
| 73    | Schweighof – Friesenbergstrasse – Zielweg                       | 5            | 7 / 6               | 15–30 Minuten        | Midibusse       |

Regionalnetz
Das Regionalbusnetz in den unmittelbaren Agglomerationsgemeinden Zürichs unterstand bis 1990 vollständig der Verwaltung der VBZ, teilweise aufgrund eigener Linienkonzessionen, andernfalls im Auftrag des Kantons Zürich. Mittlerweile besteht es noch aus den zwei stark geschrumpften Marktgebieten Agglomeration Ost (oberes Glatttal, unterer Pfannenstiel) und West (Limmattal, unterer Zimmerberg), die von den VBZ betreut werden. Wie alle Regionalbusse im Gebiet des Zürcher Verkehrsverbunds haben diese Linien seit Mai 1990 dreistellige Nummern, die ursprünglich auf den von den VBZ vergebenen zweistelligen Nummern basierten.
Im Gegensatz zum Stadtnetz, das vollständig durch die VBZ betrieben wird, arbeiten die VBZ beim Regionalnetz seit Jahrzehnten mit Subunternehmen zusammen. Für den Eigenbetrieb der Regionallinien verfügen die Garagen Hardau und Hagenholz jeweils über eine Gruppe von Autobussen, die mit Kassensystemen und Entwertern ausgerüstet ist, da die Nachbargemeinden nicht flächendeckend über Billettautomaten an den Haltestellen verfügen.
Agglomeration West
Unterer Zimmerberg: Eigenbetrieb Linien 161, 165, 184 und 185; Betrieb der Linien 162 und 163 durch AHW Busbetriebe AG, Horgen.
Limmattal: Mischbetrieb Linie 304; Betrieb der Linien 301, 302, 305, 306, 307, 309, 314, 315, 317 und 325 durch Limmat Bus AG, Dietikon.
Durch den Fahrplanwechsel im Dezember 2022 kam es mit der Eröffnung der Limmattalbahn zu einem neuen Buskonzept im Limmattal, die Linien 303, 308 und 311 wurden eingestellt, die Linie 317 wurde neu geschaffen. Weiter wurden die Linienläufe einiger Linien angepasst.
| Linie | Strecke                                                        | Haltestellen | Fahrzeit in Minuten | min. Taktfolge        | Fahrzeugeinsatz         |
| ----- | -------------------------------------------------------------- | ------------ | ------------------- | --------------------- | ----------------------- |
| 161   | Zürich, Bürkliplatz – Kilchberg, Neuweid                       | 18           | 18 / 19             | 30 (15) Minuten       | Gelenkbusse             |
| 162   | Kilchberg, Bahnhof – Kilchberg, Spital                         | 9            | 9 / 10              | 30 Minuten            | Midibusse               |
| 163   | Kilchberg, Bahnhof – Kilchberg, Schlimbergstr.                 | 11 / 8       | 12 / 9              | 30 Minuten            | Midibusse               |
| 165   | Zürich, Bürkliplatz – Rüschlikon, Park im Grüene               | 23           | 23                  | 30 (15) Minuten       | Gelenkbusse             |
| 184   | Zürich, Bhf. Wollishofen – Adliswil, Bahnhof                   | 12           | 14 / 12             | 30 (16/14) Minuten    | Solobusse (Gelenkbusse) |
| 185   | Zürich, Bhf. Wollishofen – Kilchberg, Spital – Adliswil, Bhf   | 15 / 14      | 20 / 17             | 30 (16/14) Minuten    | Solobusse (Gelenkbusse) |
| 301   | Dietikon, Bahnhof – Geroldswil, Zentrum                        | 8            | 8                   | 7,5 Minuten           | Gelenkbusse             |
| 302   | Geroldswil, Zentrum – Urdorf Weihermatt, Bahnhof               | 24 / 25      | 28 / 27             | 15 (7,5) Minuten      | Gelenkbusse             |
| 304   | Zürich, Bahnhof Altstetten Nord – Unterengstringen, Sennenbüel | 12 / 13      | 14                  | 7,5 Minuten           | Gelenkbusse             |
| 305   | Dietikon, Bahnhof – Kindhausen AG                              | 10 / 11      | 12                  | 30 Minuten            | Solobusse               |
| 306   | Dietikon, Bahnhof – Dietikon, Stadthalle West                  | 7 / 6        | 9 / 6               | 20/10 Minuten         | Solobusse, Gelenkbusse  |
| 307   | Zürich, Bahnhof Altstetten Nord – Schlieren, Zentrum/Bahnhof   | 10           | 13 / 12             | 30 Minuten            | Solobusse               |
| 309   | Dietikon, Bahnhof – Dietikon, Silbern – Geroldswil, Zentrum    | 12 / 11      | 15 / 14             | 7,5–15 Minuten        | Gelenkbusse             |
| 314   | Dietikon, Bahnhof – Birmensdorf, Bahnhof                       | 14           | 18 / 19             | 30 Minuten            | Solobusse               |
| 315   | Kindhausen AG – Spreitenbach, Glattler                         | 9            | 16–18               | Einzelne Schülerkurse | Solobusse               |
| 317   | Schlieren, Zentrum/Bahnhof – Urdorf, Oberurdorf                | 15           | 17                  | 30 Minuten            | Solobusse               |
| 325   | Dietikon, Bahnhof – Dietikon, Weinberg                         | 8            | 8                   | 30 Minuten            | Solobusse               |

Agglomeration Ost
Oberes Glatttal: Eigenbetrieb der Linien 743, 744, 745 und 751; Betrieb der Linien 701, 703, 704 und 705 durch ATE Bus AG, Illnau-Effretikon
Unterer Pfannenstiel: Betrieb der Linien 91, 910, 912, 916, 918 und 919 durch Autobusbetrieb H. Baumgartner AG, Zollikon
| Linie | Strecke                                                         | Haltestellen | Fahrzeit in Minuten | min. Taktfolge       | Fahrzeugeinsatz        |
| ----- | --------------------------------------------------------------- | ------------ | ------------------- | -------------------- | ---------------------- |
| 91    | Zürich, Buchholz – Zollikerberg, Station                        | 13           | 13 / 12             | 30 Minuten           | Minibusse              |
| 701   | Zürich, Klusplatz – Maur, See                                   | 14 / 15      | 24 / 25             | 30 (7,5) Minuten     | Gelenkbusse            |
| 703   | Zürich, Klusplatz – Benglen, Bodenacher                         | 9            | 14                  | 30 (15) Minuten      | Solobusse              |
| 704   | Zürich, Klusplatz – Schwerzenbach, Bhf (- Volketswil, Hofwisen) | 20 (22)      | 22 / 23 (25 / 26)   | 30 (15) Minuten      | Solobusse, Gelenkbusse |
| 705   | Benglen, Bodenacher – Schwerzenbach, Bahnhof                    | 9            | 13                  | 30 (15) Minuten      | Solobusse              |
| 743   | Zürich, Bahnhof Stettbach – Maur, See                           | 18 / 17      | 20                  | 30 Minuten           | Solobusse, Gelenkbusse |
| 744   | Zürich, Bahnhof Stettbach – Scheuren, Station                   | 20 / 21      | 26 / 29             | 30 Minuten (nur HVZ) | Solobusse              |
| 745   | Zürich, Bahnhof Stettbach – Fällanden, Wigarten                 | 11           | 12 / 13             | 10 Minuten (nur HVZ) | Solobusse, Gelenkbusse |
| 751   | Zürich, Bahnhof Stettbach - Zürich, Kirche Fluntern             | 11 / 10      | 14 / 13             | 30 (15) Minuten      | Solobusse              |
| 910   | Zollikon, Bahnhof – Ebmatingen, Looren                          | 15 / 16      | 19 / 21             | 30 (15) Minuten      | Solobusse              |
| 912   | Zürich, Bellevue – Itschnach, Fallacher                         | 19 / 23      | 22 / 25             | 30 (15) Minuten      | Gelenkbusse            |
| 916   | Zürich, Bellevue – Küssnacht, Allmend                           | 20 / 24      | 22 / 25             | 30 (15) Minuten      | Gelenkbusse            |
| 918   | Küsnacht, Bahnhof – Küsnacht, Bahnhof (Ringlinie)               | 9            | 11                  | 30 Minuten           | Solobusse              |
| 919   | Küsnacht, Bahnhof – Zumikon, Dorfzentrum                        | 14           | 15                  | 30 Minuten           | Solobusse              |

### Nachtnetz
Das Liniennetz orientiert sich seit dem Fahrplanwechsel vom Dezember 2021 stärker an den Tageslinien. In den Nächten von Freitag auf Samstag und von Samstag auf Sonntag sowie in Nächten auf einen Feiertag verkehren nach Betriebsschluss ab Zürich 21 Nachtbuslinien (N1–N18, N71, N74 und N91) sowie ab Bahnhof Zollikon die Linie N99, welche mit der städtischen Linie N11 verknüpft ist. Die meisten Nachtbusse verkehren im 30-Minuten-Takt. Die Linie N1 verkehrt alle 15 Minuten, wobei ab Bahnhof Altstetten halbstündlich alternierend die Endziele Hermetschloo und Dunkelhölzli angefahren werden. Die Linien N6, N11, N71, N74 und N99 verkehren im Stundentakt, wobei sich N71 und N74 auf dem städtischen Abschnitt zum Halbstundentakt ergänzen. Verschiedene Nachtbuslinien sind ins Umland verlängert, so z. B. die Linien N9 oder N10. Durch Linienüberlagerung wird in der Innenstadt auf den Achsen Hauptbahnhof – Bahnhof Altstetten, Hauptbahnhof – Limmatplatz – Escher-Wyss-Platz, Goldbrunnenplatz – Limmatplatz – Bucheggplatz und Albisriederplatz – Bahnhof Hardbrücke – Bucheggplatz – Milchbuck ein 15-Minuten-Takt angeboten. Die Linie N99 verkehrt nur in Richtung Zollikerberg.
Ein Grossteil der Nachtbuslinien trifft sich zur Minute 15 und 45 am Hauptbahnhof, wo ein gegenseitiger Anschluss untereinander möglich ist. Erste Abfahrt ist um 1.15 Uhr, letzte Abfahrt um 4.15 Uhr. Zur Minute .00 und .30 fahren ebenfalls einzelne Nachtbusse ab. Bis kurz vor 1 Uhr sind die Linien des Tagnetzes noch im 10- bzw. 15-Minuten-Takt unterwegs. Zwischen ca. 4:30 Uhr und 5 Uhr startet der Betrieb der Taglinien. Die Linien N2, N5, N9, N12, N15 und N18 verkehren nicht via Hauptbahnhof und sind an anderen Knotenpunkten auf die übrigen Nachtbuslinien abgestimmt. Die Linie N99 ist auf die Nacht-S-Bahn SN7 am Bahnhof Zollikon abgestimmt.
Zum Einsatz kommen überwiegend Standard- und Gelenkbusse. Auf der Linie N2 werden Batterietrolleybusse eingesetzt. Die Linien N6, N16, N17 und N91 werden seit Fahrplanwechsel im Dezember 2022 mit Elektrobussen betrieben.
Im Auftrag der VBZ verkehren im Limmattal die Nachtbusse N30, N34 und N36. Die Linie N36 verkehrt nur in Richtung Schlieren. Diese Linien werden ebenfalls von Limmat Bus AG betrieben.
In Nächten mit besonders hohem Fahrgastaufkommen (z. B. Silvester, Street Parade, Züri Fäscht) verkehren anstelle der Nachtbuslinien i. d. R. alle Tram- und Trolleybuslinien (ausser Linie 83) sowie eine Auswahl an Stadtbuslinien. Üblicherweise wird in den Nachtstunden mindestens ein 15-Minuten-Takt angeboten, ebenso sind die Betriebszeiten verlängert, um auf den wichtigsten Relationen zwischen Übergang von Nacht- zu Tagbetrieb maximal 15 Minuten Wartezeit bis zur nächsten Fahrtmöglichkeit zu haben.
Bis zum Fahrplanwechsel im Dezember 2021 wurde das Zürcher Nachtnetz durch 18 Linien, die sternförmig ab Bellevue zumeist halbstündlich zwischen 1.00 und 4.00 Uhr gefahren sind, betrieben (seit 2002).
| Linie | Strecke | Haltestellen | Fahrzeit in Minuten | min. Taktfolge  | Fahrzeugeinsatz        |
| ----- | --- | ------------ | ------------------- | --------------- | ---------------------- |
| N1    | Bahnhofplatz/HB – Bhf. Altstetten – Hermetschloo / Dunkelhölzli | 17 / 20      | 16 / 17             | 15 (30) Minuten | Gelenkbusse            |
| N2    | Sihlcity – Strassenverkehrsamt – Militär-/Langstrasse – Limmatplatz – Bucheggplatz – Holzerhurd / Waidhof                                                                 | 31 / 34      | 36 / 39             | 30 Minuten      | Batterietrolleybusse   |
| N3    | Bahnhofplatz/HB – Stauffacher – Albisriederplatz – Albisrieden | 13           | 13                  | 30 Minuten      | Gelenkbusse            |
| N4    | Bahnhofplatz/HB – Limmatplatz – Escher-Wyss-Platz – Rütihof | 20           | 20                  | 30 Minuten      | Gelenkbusse            |
| N5    | Bahnhof Oerlikon – Schönauring – Seebach / Seebach – Schönauring – Bahnhof Oerlikon Nord                                                                                  | 14 / 13      | 13 / 10             | 30 Minuten      | Solobusse, Gelenkbusse |
| N6    | Zürich, Bahnhofplatz/HB – ETH/Universitätsspital – Zoo – Gockhausen – Zürich, Bahnhof Stettbach                                                                           | 18           | 21                  | 60 Minuten      | Batterie-Midibus       |
| N7    | Bahnhofstrasse/HB – Schaffhauserplatz – Milchbuck – Schwamendingerplatz – Bahnhof Stettbach                                                                               | 19           | 20                  | 30 Minuten      | Solobusse, Gelenkbusse |
| N8    | Triemli – Bahnhof Altstetten – ETH Hönggerberg – Bahnhof Oerlikon / Bahnhof Oerlikon Nord – ETH Hönggerberg – Bahnhof Altstetten – Triemli                                | 27 / 28      | 28 / 27             | 30 Minuten      | Solobusse, Gelenkbusse |
| N9    | Uitikon, Dorf – Triemli – Bahnhof Oerlikon Ost – Glattbrugg, Glatthof / Zürich, Leutschenbach – Bahnhof Oerlikon Ost – Triemli – Birmensdorf, Sternen/WSL – Uitikon, Dorf | 29 / 26      | 39 / 33             | 30 Minuten      | Solobusse              |
| N10   | Zürich, Bahnhofplatz/HB – Milchbuck – Bahnhof Oerlikon Ost – Seebach – Kloten, Bramen (- Zürich, Flughafen)                                                               | 30 / 27      | 29 / 29             | 30 Minuten      | Gelenkbusse            |
| N11   | Zürich, Bahnhofstrasse/HB – Bellevue – Balgrist – Bahnhof Zollikon / Balgrist – Bellevue – Bahnhofstrasse/HB                                                              | 19 / 14      | 18 / 11             | 60 Minuten      | Solobusse              |
| N12   | Bahnhof Altstetten – Hubertus – Militär-/Langstrasse – Limmatplatz – Bucheggplatz – Bahnhof Oerlikon – Schwamendingerplatz                                                | 36           | 40                  | 30 Minuten      | Gelenkbusse            |
| N13   | Zürich, Bahnhofplatz/HB – Limmatplatz – Escher-Wyss-Platz – Unterengstringen, Sennenbüel Nord                                                                             | 23 / 24      | 21 / 20             | 30 Minuten      | Gelenkbusse            |
| N14   | Bahnhofplatz/HB – Stauffacher – Bahnhof Wiedikon – Triemli | 11           | 10                  | 30 Minuten      | Gelenkbusse            |
| N15   | Zürich, Milchbuck – Albisriederplatz – Morgental – Mittelleimbach – Bahnhof Adliswil – Adliswil, Schulhaus Kopfholz                                                       | 38           | 41                  | 60 Minuten      | Solobusse              |
| N16   | Zürich, Bahnhofstrasse/HB – Bahnhof Enge – Bahnhof Wollishofen – Bahnhof Rüschlikon – Thalwil, Zentrum                                                                    | 35           | 31                  | 30 Minuten      | Batterie-Solobusse     |
| N17   | Zürich, Bahnhofstrasse/HB – Limmatplatz – Escher-Wyss-Platz – Hardturm – Bahnhof Altstetten – Schlieren, Geissweid                                                        | 22           | 26                  | 30 Minuten      | Batterie-Solobusse     |
| N18   | Zürich, Milchbuck – Albisriederplatz – Morgental – Wollishoferplatz – Bahnhof Adliswil – Adliswil, Büchel                                                                 | 35           | 39                  | 60 Minuten      | Solobusse              |
| N30   | Schlieren, Zentrum/Bahnhof – Unterengstringen – Weiningen – Geroldswil, Zentrum                                                                                           | 14           | 11 / 12             | 30 Minuten      | Solobusse              |
| N34   | Bahnhof Schlieren – Urdorf, Neumatt – Bahnhof Dietikon – Geroldswil – Oetwil a. d. L. / Oetwil a. d. L. – Bahnhof Dietikon                                                | 26 / 4       | 25 / 7              | 60 Minuten      | Solobusse              |
| N36   | Bahnhof Dietikon – Urdorf, Nord – Bahnhof Schlieren | 16           | 18                  | 60 Minuten      | Solobusse              |
| N71   | Zürich, Bahnhofplatz/HB – Klusplatz – Pfaffhausen – Ebmatingen – Maur, See                                                                                                | 29           | 32                  | 60 Minuten      | Gelenkbusse            |
| N74   | Zürich, Bahnhofplatz/HB – Klusplatz – Pfaffhausen – Fällanden – Schwerzenbach, Bahnhof / Schwerzenbach, Bahnhof – Benglen – Pfaffhausen – Zürich, Bahnhofplatz/HB         | 27 / 29      | 26 / 29             | 60 Minuten      | Gelenkbusse            |
| N91   | Zürich, Bahnhofplatz/HB – Bellevue – Bahnhof Tiefenbrunnen – Itschnach, Fallacher / Küsnacht, Allmend                                                                     | 28 / 29      | 24 / 24             | 30 Minuten      | Batterie-Solobusse     |
| N99   | Zollikon, Bahnhof – Zollikerberg, Station | 10           | 8                   | 60 Minuten      | Solobusse              |

## Rollmaterial

### Tram

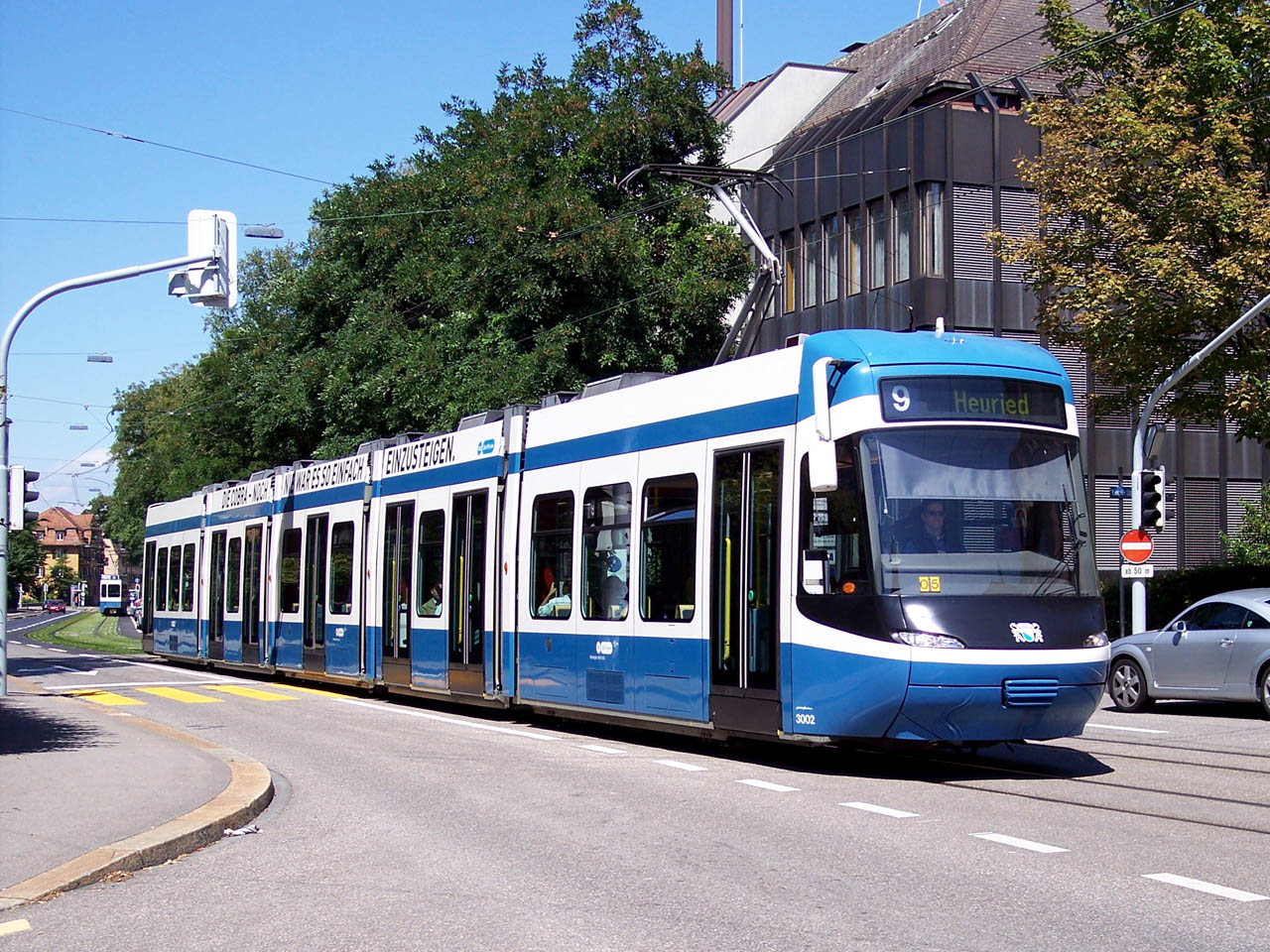
Ein Be-5/6-«Cobra»-Tram

Das Rollmaterial für den Trambetrieb der VBZ umfasst für den Fahrplanbetrieb drei Generationen von Tramfahrzeugen: die in 171 Exemplaren von 1976 bis 1993 beschafften «Tram 2000» sowie die 88 von 2001 bis 2010 beschafften «Cobra». Seit 2019 im Bau sind die «Flexity Zürich», von denen 122 Exemplare zwischen 2020 und 2029 in Betrieb kommen sollen. Weitere Details finden sich im Hauptartikel unter Fahrzeuge.
| Fahrzeuge                 | Fahrzeuge     | Fahrzeuge  | Baujahr             | Stückzahl  | Stückzahl  | Ausrangiert | Bemerkungen                          |
| Hersteller                | Serie         | Nummern    | Baujahr             | total      | heute      | Ausrangiert | Bemerkungen                          |
| Motorwagen                | Motorwagen    | Motorwagen | Motorwagen          | Motorwagen | Motorwagen | Motorwagen  | Motorwagen                           |
| ------------------------- | ------------- | ---------- | ------------------- | ---------- | ---------- | ----------- | ------------------------------------ |
| SWS/BBC/SWP               | Be 4/6        | 2001–2045  | 1976–1978           | 45         | 1          | 2021–       | «Tram 2000» Serie 1                  |
| SWP/BBC/SIG               | Be 4/6        | 2046–2098  | 1985–1987           | 53         | 29         | 2021–       | «Tram 2000» Serie 2                  |
| SWP/ABB/SIG .../Winpro    | Be 4/6 Be 4/8 | 2099–2121  | 1991–1992 2004–2005 | 23         | 23         |             | «Tram 2000» Serie 3 «Sänfte» (Umbau) |
| BT/Alstom                 | Be 5/6        | 3001–3006  | 2001                | 6          | 6          |             | «Cobra» Nullserie (Serienumbau 2009) |
| BT/Alstom                 | Be 5/6        | 3007–3074  | 2006–2009           | 68         | 68         |             | «Cobra» Hauptserie                   |
| BT/Alstom                 | Be 5/6        | 3075–3088  | 2009–2010           | 14         | 14         |             | «Cobra» Nachbestellung               |
| BT/Alstom                 | Be 6/8        | 4001–4122  | 2019–               | 122        | 71         |             | «Flexity Zürich»                     |
| Motorisierte Anhängewagen |               |            |                     |            |            |             |                                      |
| SWP/BBC/SIG               | Be 2/4        | 2401–2420  | 1985–1987           | 20         | 10         | 2022–       | «Tram 2000» Serie 2, «Pony»          |
| SWP/ABB/SIG               | Be 2/4        | 2421–2435  | 1992–1993           | 15         | 15         |             | «Tram 2000» Serie 3, «Pony»          |

### Trolleybus

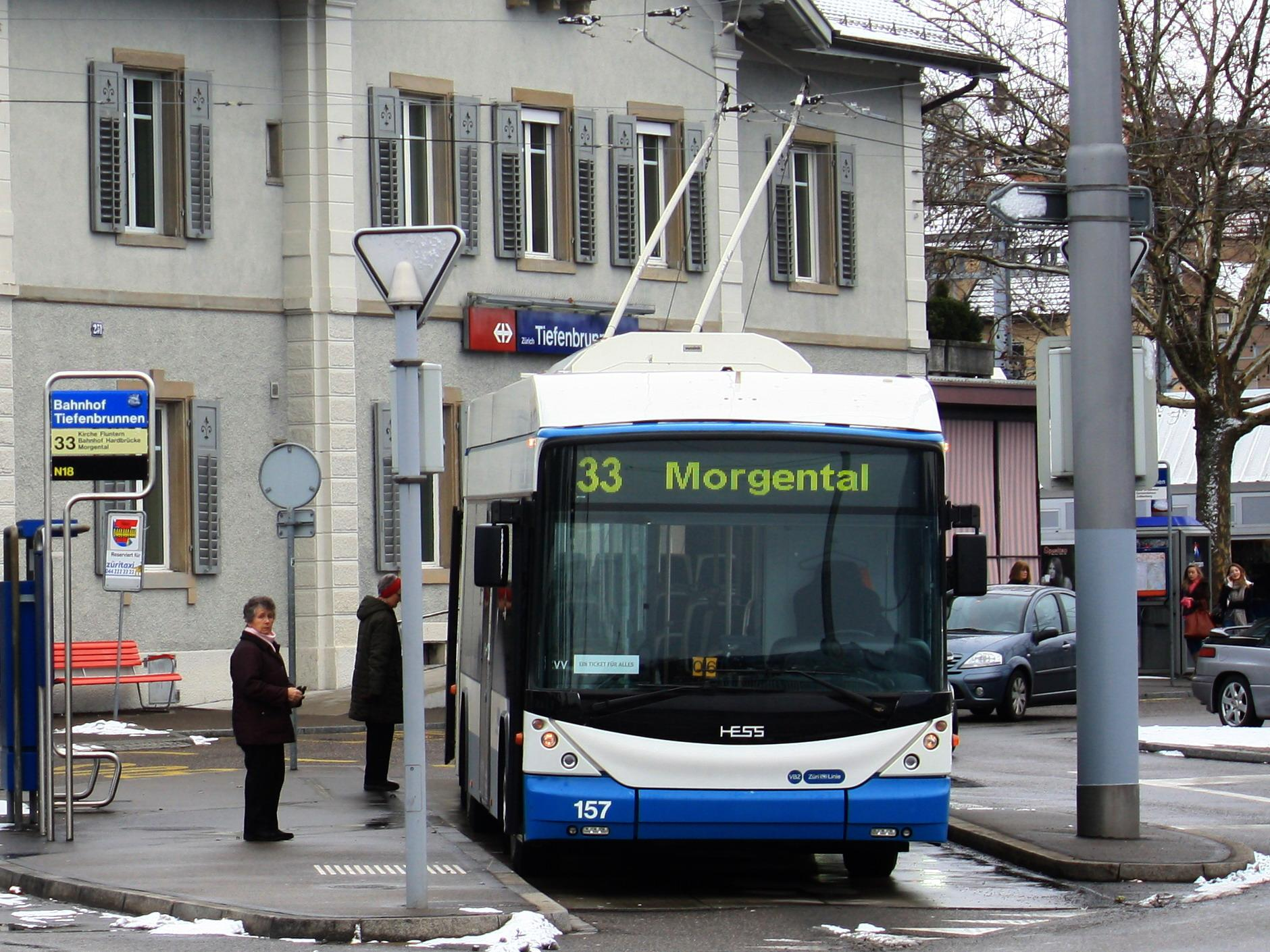
Ein Swisstrolley 3 vor dem Bahnhof Tiefenbrunnen, der Endstelle der Linie 33

Das Rollmaterial für den Trolleybusbetrieb der VBZ umfasst seit 2018 für den Fahrplanbetrieb rund 70 konventionelle Trolleybusse mit sogenanntem Batterypack anstelle des zuvor üblichen Dieselmotor-Hilfsantriebs. Der im März 2017 zusammen mit der Industrie und der ETH Zürich in Betrieb genommene Versuchsträger für In-Motion-Charging (IMC) ist der Vorläufer der fünften Swisstrolley-Generation, mittlerweile vertreten durch zwölf Exemplare bei den VBZ. Die IMC-fähigen Batterietrolleybusse ermöglichten 2020 die Umstellung einer ersten Dieselbuslinie auf elektrischen Betrieb mit nur teilelektrifizierter Strecke. Weitere Details finden sich im Hauptartikel unter Fahrzeuge.
| Fahrzeuge                | Fahrzeuge          | Fahrzeuge          | Baujahr            | Stückzahl          | Stückzahl          | Ausrangiert        | Bemerkungen                     |
| Hersteller               | Serie              | Nummern            | Baujahr            | total              | heute              | Ausrangiert        | Bemerkungen                     |
| Gelenktrolleybusse       | Gelenktrolleybusse | Gelenktrolleybusse | Gelenktrolleybusse | Gelenktrolleybusse | Gelenktrolleybusse | Gelenktrolleybusse | Gelenktrolleybusse              |
| ------------------------ | ------------------ | ------------------ | ------------------ | ------------------ | ------------------ | ------------------ | ------------------------------- |
| Hess/Kiepe               | BGT-N2C            | 144–161            | 2006–2007          | 18                 | 18                 |                    | «Swisstrolley 3»                |
| Hess/Kiepe               | BGT-N2D            | 162–182            | 2012–2013          | 21                 | 21                 |                    | «Swisstrolley 4»                |
| Hess/ABB                 | BGT-N2D            | 183                | 2017               | 1                  | 1                  |                    | «Swisstrolley plus» (IMC-fähig) |
| Hess/ABB                 | BGT-N2__           | 200–208            | 2020               | 10                 | 10                 |                    | «lighTram 19 DC» (IMC-fähig)    |
| Hess/ABB                 | BGT-N2__           | 209                | 2022               | 10                 | 10                 |                    | «lighTram 19 DC» (IMC-fähig)    |
| Hess/ABB                 | BGT-N2             | 210–224            | 2024–              | 15                 | 5                  |                    | «lighTram 19 DC» (IMC-fähig)    |
| Doppelgelenktrolleybusse |                    |                    |                    |                    |                    |                    |                                 |
| Hess/Kiepe               | BGGT-N2C           | 61–77              | 2007–2008          | 17                 | 17                 |                    | «lighTram 3»                    |
| Hess/Kiepe               | BGGT-N2D           | 78–89              | 2012               | 12                 | 12                 |                    | «lighTram 4»                    |
| Hess/Kiepe               | BGGT-N2D           | 90–91              | 2014               | 2                  | 2                  |                    | «lighTram 4»                    |
| Hess/ABB                 | BGGT-N2__          | 92–94              | 2018               | 3                  | 3                  |                    | «lighTram 5» (IMC-fähig)        |

### Autobus
| Fahrzeuge     | Fahrzeuge | Fahrzeuge | Baujahr   | Stückzahl | Stückzahl | Ausrangiert | Bemerkungen                                         |
| Hersteller    | Serie     | Nummern   | Baujahr   | total     | heute     | Ausrangiert | Bemerkungen                                         |
| Midibusse     | Midibusse | Midibusse | Midibusse | Midibusse | Midibusse | Midibusse   | Midibusse                                           |
| ------------- | --------- | --------- | --------- | --------- | --------- | ----------- | --------------------------------------------------- |
| MAN           | A35       | 310–313   | 2006      | 4         | 0         | 2022        | «Lion’s City M»                                     |
| MAN           | A35       | 331–338   | 2011      | 8         | 8         | 2024–       | «Lion’s City M»                                     |
| Hess          |           | 340–347   | 2022      | 8         | 8         |             | «lighTram 10 Plug»                                  |
| Hess          | 348–354   | 2023      | 7         | 6         |           |             | «lighTram 10 Plug»                                  |
| Standardbusse |           |           |           |           |           |             |                                                     |
| Mercedes-Benz | O 530     | 601–614   | 2008      | 14        | 8         | 2023–       | «Citaro Facelift»                                   |
| Mercedes-Benz | O 530     | 615–619   | 2009      | 5         | 5         |             | «Citaro Facelift»                                   |
| Volvo         | 7900 EH   | 620–635   | 2019      | 16        | 16        |             | Plug-in-Hybrid, OppCharge-fähig                     |
| MAN           | NL 367    | 636–650   | 2022      | 15        | 15        |             | «Lion’s City 12 E»                                  |
| MAN           | NL 367    | 651–657   | 2023      | 7         | 7         |             | «Lion’s City 12 E»                                  |
| Gelenkbusse   |           |           |           |           |           |             |                                                     |
| Neoplan       | N 4522    | 516–525   | 2004      | 10        | 0         | 2020–2021   | «Centroliner Evolution» mit Überlandkasse (548–562) |
| Neoplan       | N 4522    | 526–540   | 2005      | 15        | 2         | 2020–       | «Centroliner Evolution» mit Überlandkasse (548–562) |
| Neoplan       | N 4522    | 541–562   | 2006      | 22        | 6         | 2023–       | «Centroliner Evolution» mit Überlandkasse (548–562) |
| Mercedes-Benz | O 530 G   | 401–410   | 2008      | 10        | 10        | 2023–       | «Citaro Facelift»                                   |
| Mercedes-Benz | O 530 G   | 411–424   | 2009      | 14        | 14        |             | «Citaro Facelift»                                   |
| Mercedes-Benz | O 530 G   | 425–427   | 2014      | 3         | 3         |             | «Citaro C2»                                         |
| Mercedes-Benz | O 530 G   | 428–431   | 2015      | 4         | 4         |             | «Citaro C2»                                         |
| MAN           | A40       | 510–515   | 2015      | 6         | 6         |             | «Lion’s City GL»                                    |
| Volvo         | 7900 LAH  | 190       | 2015      | 1         | 1         |             | Vorführfahrzeug                                     |
| Volvo         | 7900 LAH  | 440–452   | 2017      | 13        | 12        |             |                                                     |
| Volvo         | 7900 LAH  | 453–457   | 2018      | 5         | 5         |             |                                                     |
| Volvo         | 7900 LAH  | 458–472   | 2020      | 15        | 15        |             |                                                     |
| MAN           | NG 734    | 500–503   | 2022      | 4         | 4         |             | «Lion’s City 18 E»                                  |
| MAN           | NG 734    | 474–494   | 2023      | 21        | 21        |             | «Lion’s City 18 E»                                  |
| MAN           | NG 734    | 495–497   | 2024      | 3         | 3         |             | «Lion’s City 18 E»                                  |

Beschaffungen

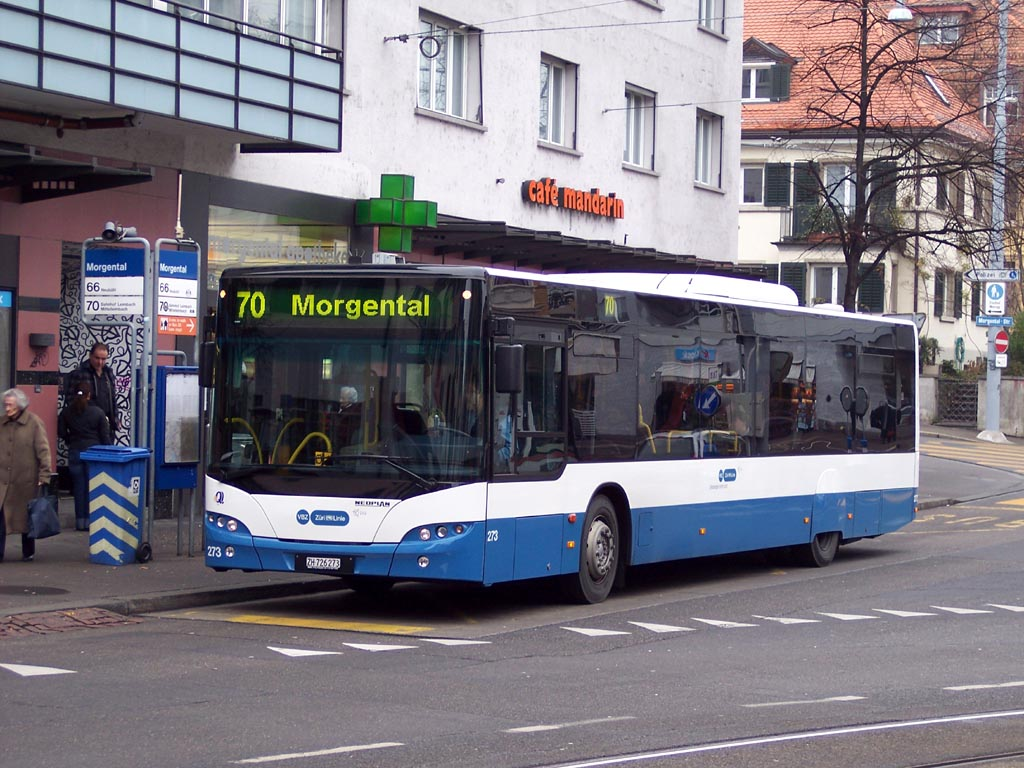
Autobus (Neoplan N 4516) in Wollishofen

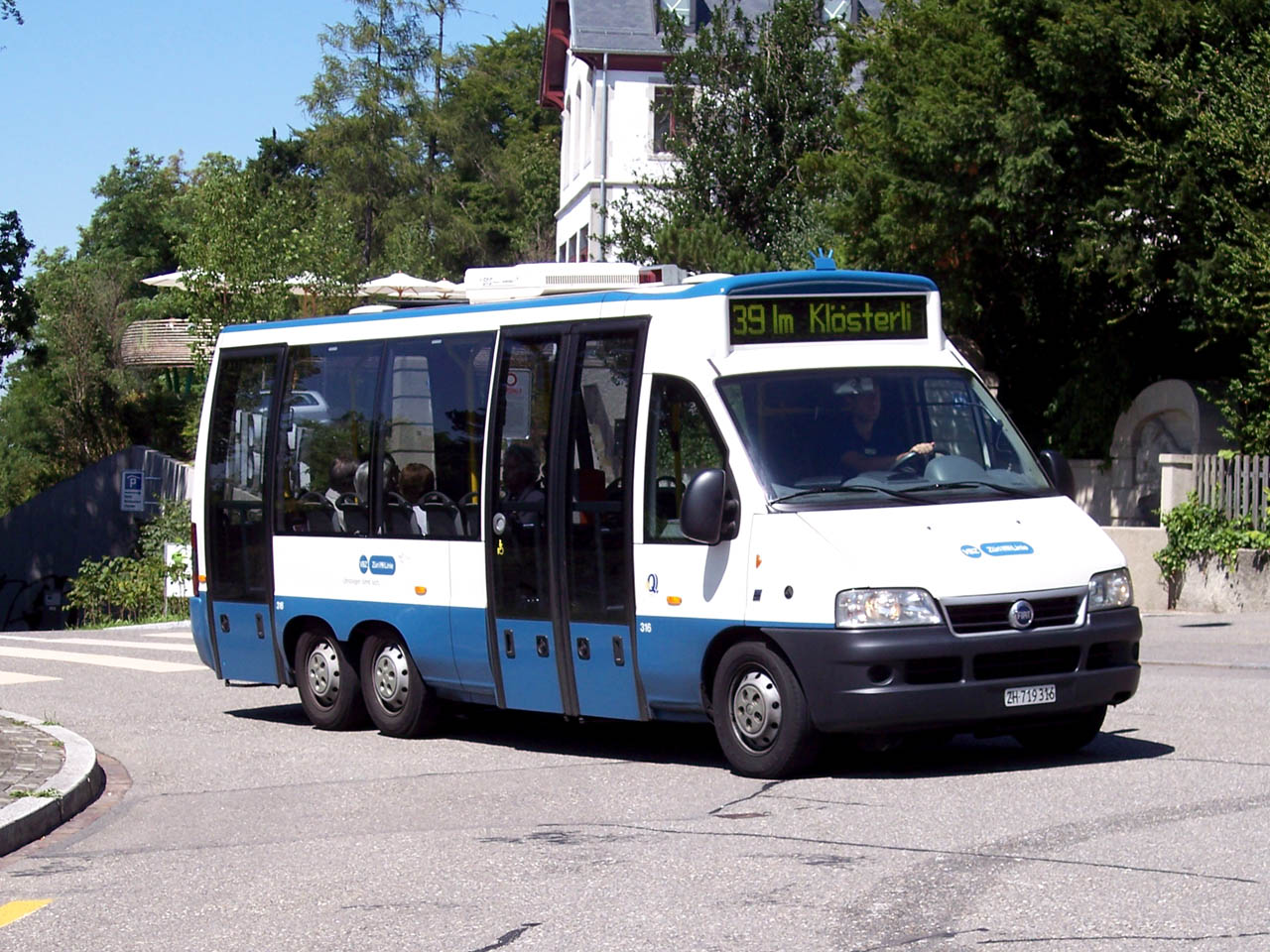
Quartierbus Fiat Ducato

Eine Ersatzbeschaffung für die dazumal im Einsatz stehenden O 405 N und O 405 GN wurde Mitte 2007 öffentlich nach GATT/WTO ausgeschrieben. Die Offerte der EvoBus (Schweiz) AG erfüllte die gestellten Vorgaben mit dem wirtschaftlich günstigsten Angebot und erhielt im Januar 2008 den Lieferauftrag für insgesamt 34 Fahrzeuge des Typs Mercedes-Benz Citaro (O 530) im Wert von knapp 19 Mio. Schweizer Franken. Geliefert wurden die Fahrzeuge in zwei Losen; ab Oktober 2008 14 O 530 (12-Meter-Standardbusse) und zehn O 530 G (18-Meter-Gelenkbusse), in einem zweiten Los 2009 weitere zehn O 530 G. Zudem bestand eine Option über maximal 25 weitere Fahrzeuge in frei wählbarer Anzahl und Länge; aus dieser wurden weitere fünf Standardbusse und vier Gelenkbusse bestellt, die ebenfalls 2009 zur Ablieferung kamen. Aufgrund von Fahrzeugbränden und punktuellen Angebotsausbauten wurden in den Jahren 2014 und 2015 nochmals sieben Fahrzeuge aus der bestehenden Option bezogen, womit insgesamt 16 der maximal möglichen 25 Fahrzeuge bezogen wurden.
Im Hinblick auf eine mögliche Beschaffung von Hybridbussen wurden ab 2014 entsprechende Fahrzeuge getestet und Ende 2015 ausgeschrieben. Der Lieferauftrag ging 2016 an Volvo mit der Modellreihe 7900, wovon 2017 die Gelenkbusausführung 7900 LAH mit parallelem Hybridantrieb ausgeliefert wurde. Neben den 13 Neufahrzeugen wurde auch das Testfahrzeug desselben Typs in den Bestand aufgenommen und ins Zürcher Farbschema umlackiert. 2018 und 2020 wurden mittels Optionseinlösungen weitere 20 Fahrzeuge dieses Typs beschafft. Aus demselben Rahmenvertrag wurden zudem 16 Standardbusse der Variante Electric Hybrid (EH) beschafft, die sowohl als Plug-in-Hybrid in der Garage Hardau geladen wie auch als Gelegenheitslader nach OppCharge-Spezifikation betrieben werden können.
2021 bestellten die VBZ 15 neue Elektro-Standardbusse bei MAN, mit Optionen über weitere 29 Standard- und 80 Elektro-Gelenkbusse. Gemäss Stadtratsbeschlüssen 1320 und 1321 vom 15. Dezember 2021 wurden zudem 21 Elektro-Gelenkbusse aus der Optionsvereinbarung abgerufen, die 2023 die verbliebenen Neoplan N4522 ablösten. Im Januar 2023 bestellte die VBZ weitere sieben Elektro-Standardbusse bei MAN als Ablösung für einige Mercedes-Benz O530. Im März 2023 wurden weitere drei MAN Elektro-Gelenkbusse für die Erweiterung des Fuhrparks bestellt.
Ausmusterungen
Von den ab 2003 beschafften Neoplan Centroliner Evolution wurde als erster Standardbus (N 4516) das Vorführfahrzeug 243 ausgemustert und an den Automobilverkehr Frutigen-Adelboden (AFA) verkauft. Die mit Überlandkassen ausgerüsteten Fahrzeuge 258 und 259 wurden 2010 an die Maag Busbetrieb AG verkauft und ins Farbschema der auftraggebenden Verkehrsbetriebe Glattal (VBG) überführt; die analog ausgerüsteten Fahrzeuge 260–262 gingen 2011/2012 an die Limmat Bus AG, welche im Limmattal im Auftrag der VBZ fährt. Zustandsbedingt wurden ab 2016 die Fahrzeuge 244–245, 251–252, 274 und 277 ausgemustert.
Von den entsprechenden Gelenkbussen (N 4522) fielen das Fahrzeug 520 im Jahre 2013, 559 im Jahre 2015 und 546 im Jahre 2023 jeweils Fahrzeugbränden zum Opfer. Fahrzeug 553 wurde 2016 zustandsbedingt ausgemustert. Die restlichen Fahrzeuge werden ab 2020 laufend ausgemustert. Bisher (Stand: 9. Oktober 2024) sind die Fahrzeuge 516–537, 539, 541–547, 550–553, 556, 559 und 561–562 ausgemustert. Während einige verschrottet wurden, wurden andere ins Ausland verkauft.
Als erster der ab 2008 beschafften Citaro wurde der Standardbus 603 unfallbedingt per Ende 2017 ausgemustert.
Durch einen Brandausbruch im Heckbereich brannte am 4. Juni 2021 der Nachläufer von Gelenkbus 449 aus, wodurch der 2017 beschaffte Hybridbus seither ausser Betrieb ist.
| Ehemalige Fahrzeuge | Ehemalige Fahrzeuge | Ehemalige Fahrzeuge | Baujahr       | Stückzahl     | Stückzahl     | Ausrangiert   | Bemerkungen                                         |
| Hersteller          | Serie               | Nummern             | Baujahr       | total         | heute         | Ausrangiert   | Bemerkungen                                         |
| Quartierbusse       | Quartierbusse       | Quartierbusse       | Quartierbusse | Quartierbusse | Quartierbusse | Quartierbusse | Quartierbusse                                       |
| ------------------- | ------------------- | ------------------- | ------------- | ------------- | ------------- | ------------- | --------------------------------------------------- |
| Renault             | Master (T35)        | 331–349             | 1989–1991     | 20            | 0             | 1995–1997     | Serie 1–3                                           |
| Renault             | Master (T35)        | 350                 | 1990          | 20            | 0             | 1995–1997     | Occasion, ex Gut (Binz) 39                          |
| Renault             | Master (T35)        | 351–359             | 1995          | 9             | 0             |               | Serie 4                                             |
| Fiat                | Ducato (2.8 JTD)    | 314–321             | 2002          | 8             | 0             | 2009–2011     |                                                     |
| Mercedes-Benz       | Sprinter (616 CDI)  | 322–324             | 2006          | 3             | 0             | 2013          |                                                     |
| Mercedes-Benz       | Sprinter (616 CDI)  | 325–327             | 2013          | 3             | 2             | 2022          |                                                     |
| Midibusse           |                     |                     |               |               |               |               |                                                     |
| Neoplan             | N 4009              | 301–309             | 1998–1999     | 9             | 0             | 2011–2013     |                                                     |
| Standardbusse       |                     |                     |               |               |               |               |                                                     |
| Saurer              | SH560-25            | 263–285             | 1977–1978     | 23            | 0             | 1993–1995     |                                                     |
| Mercedes-Benz       | O 405               | 601–690             | 1987–1989     | 90            | 0             |               |                                                     |
| Mercedes-Benz       | O 405 N             | 201–242             | 1990          | 42            | 0             | 2009          |                                                     |
| Neoplan             | N 4516              | 243                 | 2003          | 1             | 0             | 2007          | «Centroliner Evolution» Vorführfahrzeug             |
| Neoplan             | N 4516              | 244–263             | 2003          | 20            | 0             | 2019–2020     | «Centroliner Evolution» mit Überlandkasse (264–283) |
| Neoplan             | N 4516              | 264–283             | 2004          | 20            | 0             | 2019–2023     | «Centroliner Evolution» mit Überlandkasse (264–283) |
| Gelenkbusse         |                     |                     |               |               |               |               |                                                     |
| FBW / Tüscher       | 91 GL               | 561–567             | 1978          | 7             | 0             |               |                                                     |
| Mercedes-Benz       | O 405 G             | 568–593             | 1988–1990     | 26            | 0             | 2010          |                                                     |
| Mercedes-Benz       | O 405 GN            | 501–515             | 1992          | 15            | 0             | 2009          |                                                     |

Unter dem damaligen «Kraftwagenbetrieb» wurden zwischen 1927 und 1933 insgesamt 45 sogenannte «Schnauzenbusse» in diversen Ausführungen beschafft. Wie damals üblich wurde nach Baukastensystem bestellt, so lieferten das Chassis Saurer Arbon und Franz Brozincevic Wetzikon (FBW), die Aufbauten respektive Karosserie anfänglich die Schweizerische Wagons- und Aufzügefabrik Schlieren (SWS), später auch die Gebrüder Tüscher + Co. (GTC). Die meisten Fahrzeuge durchliefen mindestens einen Umbau zwischen 1931 und 1934, wobei die anfänglich beschafften Benzinmotoren wiederholt durch Dieselmotoren ersetzt wurden. In den Kriegsjahren wurden verschiedene Fahrzeuge versuchsweise auf Holzgasbetrieb oder auf Methangasbetrieb umgebaut, um dem Brennstoffmangel zu begegnen, was sich allerdings kaum bewährte. Aufgrund des Baukastensystems, kleiner Bestelllose und vielzähliger Umbauten hatten die Fahrzeuge den Charakter von Einzelanfertigungen. Summarisch beschafft wurden von Saurer «4 ANE» (5 Stück) und «4 BL PO» (18 Stück) mit Benzinmotoren sowie «4 BLD PO» (4 Stück) mit Dieselmotoren; von FBW «6 R» (Prototyp und 13 Stück) mit Benzinmotoren; sowie als Gemeinschaftsentwicklung mit Tüscher und der StStZ die ersten Kleinbusse für den Überlandbetrieb Saurer «2 BOD-P» respektive «VBZ 4 Z» (4 Stück).
Erst nach dem Zweiten Weltkrieg wurden ab 1948 neue Fahrzeuge beschafft: Saurer «4 ZP» (Prototyp und 82 Stück), FBW «51 SM» (6 Stück) und «51 UV» (19 Stück). Während der Saurer «5 DUP» 1959 ein Prototyp blieb, wurden vom gemeinsam mit Tüscher und den VBZ entwickelten Hochlenkerbus FBW «B 71 UH» insgesamt 12 Stück gebaut.
Die Entwicklung von Gelenkbussen wurde mit Prototypen getestet: Saurer «4 GP» (1954 und 1958) und FBW «2 GUZ» (1961). Erst die Saurer «5 GUK-A» konnten als Prototypen (1963 und 1965) überzeugen und wurden zwischen 1965 und 1970 in zwei Serien beschafft (52 Stück).
Um die Kosten der Standardbusse zu senken, wurden zwei Testserien beschafft: FBW «RLH 56» (6 Stück), basierend auf einem Chassis der italienischen SICCA, sowie Büssing «BS 110 V» (6 Stück), komplett mit Aufbau von Büssing. Letztere Variante konnte überzeugen, worauf zwischen 1972 und 1974 Büssing «BS 110 V-R» in zwei Serien beschafft wurden (80 Stück).
| Sonderbestand          | Sonderbestand      | Sonderbestand      | Baujahr            | Stückzahl          | Stückzahl          | Einsatz            | Bemerkungen/Fussnoten       |
| Hersteller             | Serie              | Nummern            | Baujahr            | total              | heute              | Einsatz            | Bemerkungen/Fussnoten       |
| Occasionsfahrzeuge     | Occasionsfahrzeuge | Occasionsfahrzeuge | Occasionsfahrzeuge | Occasionsfahrzeuge | Occasionsfahrzeuge | Occasionsfahrzeuge | Occasionsfahrzeuge          |
| ---------------------- | ------------------ | ------------------ | ------------------ | ------------------ | ------------------ | ------------------ | --------------------------- |
| Mercedes-Benz          | O 530 G            | 194–196            | 2002–2003          | 3                  | 0                  | 2016–2018          | «Citaro» SB01               |
| Mercedes-Benz          | O 530 G            | 185–189            | 2008               | 5                  | 0                  | 2021–2023          | «Citaro Facelift» SB02      |
| Mercedes-Benz          | O 530              | 791                | 2004               | 1                  | 1                  | 2024–              | «Citaro»                    |
| Vorführ-/Mietfahrzeuge |                    |                    |                    |                    |                    |                    |                             |
| Hess/Kiepe             | BGGT-N2C           | 199                | 2005               | 1                  | 0                  | 2006               | «lighTram 3» (TPG 783)      |
| Hess/Kiepe             | BGGH-N2C           | 191                | 2007               | 1                  | 0                  | 2007(?)            | «lighTram Hybrid»           |
| Hess/Kiepe             | BGH-N2C            | 199                | 2011               | 1                  | 0                  | 2014               | «Swisshybrid»               |
| Volvo                  | 7900 LAH           | 190                | 2015               | 1                  | 0                  | 2015–2016          | Hybrid-Gelenkbus (→Bestand) |
| VDL                    | SLFA-180           | 191                |                    | 1                  | 0                  | 2015               |                             |
| SOR                    | EBN 8              | 192                |                    | 1                  | 0                  | 2016–2018          | E-Midibus                   |
| Caetano                | e.City Gold 12     | 198                |                    | 1                  | 0                  | 2018               | E-Standardbus               |

Neben den Bestandfahrzeugen, die anhand des langfristigen Bedarfs für den Linienverkehr beschafft und in der Regel über den gesamten mehrjährigen Abschreibungszeitraum gehalten werden, werden bei ausserordentlichen Baustellenverkehren bedarfsweise Gebrauchtfahrzeuge beschafft. Seit der verbundweiten Einführung des heutigen Funkleitsystems werden für solche Einsätze bevorzugt Fahrzeuge übernommen, die bereits über die entsprechende fahrzeugseitige Ausrüstung verfügen und nur mit der induktiven LSA-Beeinflussung nachgerüstet werden müssen. Ebenfalls mit einer internen Fahrzeugnummer versehen werden Test-, Vorführ- und Mietfahrzeuge, sobald diese mehrere Tage auf dem Netz unterwegs sind.
Garagen
Die Autobusse sind in den beiden Busgaragen Hagenholz und Hardau untergebracht; letztere beherbergt auch sämtliche Trolleybusse und ist für den Unterhalt aller Diesel-Elektro-Hybridbusse der VBZ zuständig. Der mittlerweile stillgelegte Busstützpunkt Sonnental in Dübendorf war die einzige VBZ-Depotanlage ausserhalb der Stadt und diente zuletzt noch der Garagierung von Fahrzeugen der Linien 743, 744, 745 und 751 sowie von Fahrzeugen der Maag Busbetrieb AG und der «Eurobus» Welti-Furrer AG. Der schwere Unterhalt der Pneufahrzeuge erfolgt durch die Zentralwerkstätte Altstetten.

## Zentralwerkstätte
Die 1975 in Altstetten bezogene Zentralwerkstätte (ZW) ersetzte die Strassenbahnwerkstätte im Depot Seefeld und die Buswerkstätte im Depot Oerlikon. Während kleinere Wartungsarbeiten auch die Depots und Garagen erledigen können, gehört zum Aufgabengebiet der ZW alles von Revisionen über Umrüstungen und Umbauten bis hin zu vollständigen Rekonstruktionen von Unfallfahrzeugen.
Seit Sommer 1993 beherbergt das Areal der ZW auch das operative Betriebszentrum der VBZ (Silberwürfel) und die Bahnbauwerkstätte. Im Rahmen dieser Erweiterung erhielt das Areal ein normalspuriges Anschlussgleis, welches vom Anschlussgleis des Zollfreilagers abzweigt und beim Areal der ehemaligen SBB-Hauptwerkstätte Herdern, beim Bahnhof Altstetten, beginnt. Geliefert werden über dieses Gleis regelmässig Schienen für das Gleisbaulager sowie seit Mitte 2006 auch wieder Tramfahrzeuge, die auf normalspurigen Rollschemeln angeliefert werden.
Die Zentralwerkstätte betreut ausserdem die Fahrzeuge der Forchbahn bei sämtlichen Arbeiten, welche die Möglichkeiten der Depotwerkstätte Forch übersteigen.

## Varia

### Farbgebung
Die Farben der Verkehrsbetriebe Zürich sind weiss und blau, abgeleitet aus dem Wappen der Stadt. Der ursprüngliche Blauton, nach 1995 als NCS S 4637-R96B standardisiert, wurde auch von der Münchner Verkehrsgesellschaft übernommen.